# Kanton Cournon-d’Auvergne
Der Kanton Cournon-d’Auvergne ist seit 1982 ein französischer Wahlkreis im Arrondissement Clermont-Ferrand im Département Puy-de-Dôme und in der Region Auvergne-Rhône-Alpes.

## Gemeinden
Der Kanton besteht aus zwei Gemeinden mit insgesamt 25.475 Einwohnern (Stand: 2022) auf einer Gesamtfläche von 22,80 km²:
| Gemeinde                  | Einwohner 1. Januar 2022 | Fläche km² | Dichte Einw./km² | Code INSEE | Postleitzahl |
| ------------------------- | ------------------------ | ---------- | ---------------- | ---------- | ------------ |
| Cournon-d’Auvergne        | 20.020                   | 18,58      | 1.078            | 63124      | 63800        |
| Le Cendre                 | 5.455                    | 4,22       | 1.293            | 63069      | 63670        |
| Kanton Cournon-d’Auvergne | 25.475                   | 22,80      | 1.117            | 6316       | –            |

Bis zur Neuordnung bestand der Kanton nur aus der Gemeinde Cournon-d’Auvergne.

## Bevölkerungsentwicklung
| Jahr                       | 1962 | 1968 | 1975  | 1982  | 1990  | 1999  |
| Einwohner                  | 3135 | 5587 | 12583 | 16949 | 19156 | 18866 |
| Quellen: Cassini und INSEE |      |      |       |       |       |       |